# 세인트헬레나
세인트헬레나(영어: Saint Helena)는 앙골라 서쪽 해안으로부터 2,800km 떨어진 남대서양 가운데에 있는 섬이다.
세인트헬레나 섬 면적만으로는 121.8km²이며 남대서양의 어세션 섬과 트리스탄다쿠냐 섬과 합하면 425㎢로, 부산광역시 기장군(218.04㎢)의 2배 정도에 달하며, 경기도 남양주시(458.535㎢), 평택시(458.2㎢) 보다는 약간 작다.
영국의 해외 영토인 세인트헬레나 어센션 트리스탄다쿠냐 속하며, 수도는 제임스타운이다.
나폴레옹이 유배되어 생을 마감한 장소로 유명하다.

## 역사

### 발견
세인트헬레나 섬은 1502년 5월 21일, 포르투갈의 항해가 조안 다 노바가 발견하였다. 섬 이름은 콘스탄티누스 1세의 어머니였던 기독교의 성녀 세인트 헬레나의 이름에서 비롯한 것이다. 처음 무인도일 때, 포르투갈인들은 항해에 필요한 풍부한 재목과 신선한 물을 구할 수 있었던 점에서 착안하여 섬에 생활 물품과 과일 및 채소를 반입하였다. 또한 예배당과 두 채의 가옥을 건설하였다. 그러나 이들 포르투갈인들이 섬에 정착한 것은 아니었다. 이후 세인트헬레나 섬은 유럽과 아메리카를 오가는 선박의 보급기지로 이용되었다.
기록상의 첫 정착자는 포르투갈인 페르난도 로페즈이다. 1584년 5월 27일에는 덴쇼 소년사절단이 일본에서 유럽으로 향하는 도중 잠시 쉬어간 적이 있다. 세인트 헬레나에 내항한 최초의 영국인은 토마스 카벤디시이다.
네덜란드는 1633년에 이 섬의 영유권을 주장하는데, 네덜란드가 섬을 점거하거나 요새를 지은 증거가 남아 있지 않았다. 1651년 네덜란드가 아프리카 남단의 희망봉 주변에 식민지를 만들기 시작한 무렵까지 섬은 버려진 상태였다.

### 영국 동인도회사령
1657년 올리버 크롬웰은 영국 동인도 회사에 이 섬의 행정권을 인정하였다. 동인도 회사는 이 섬의 요새화와 식민지화를 결정하고 1659년에 초대 총독 존 다톤이 부임하였다. 이로써 영국은 세인트 헬레나를 버뮤다에 이어 두 번째로 식민화를 하였다. 1660년 왕정 복고 이후 동인도회사는 국왕의 인정서를 받아, 섬의 요새화와 식민지화를 공식적으로 인정받았다. 동인도회사에 의해 1658년 건설된 요새가 현재의 수도인 제임스 타운이 되는데, 이 이름은 당시의 요크 공, 후일 제임스 2세의 이름에서 유래한 것이다. 당시 주민의 절반은 아프리카에서 강제이주를 한 흑인노예였다.
1676년부터 에드먼드 핼리가 이 곳에 천문대를 설치하고 천체 관측의 거점으로 삼았다. 1810년 이후에는 동인도 회사의 광동 무역 기항지로 쓰이게 된다.

### 나폴레옹과 세인트 헬레나
나폴레옹 보나파르트가 엘바섬을 탈출한 후 워털루 전투에서 패배하자, 빈 회의는 그의 신변 처리를 영국에 일임하였다. 영국은 나폴레옹의 망명 수용을 거부하고 보호를 명목으로 세인트 헬레나 섬에 가두기로 하였다. 나폴레옹은 1815년 10월 세인트 헬레나에 도착, 1821년 5월에 사망할 때까지 섬 중앙의 롱우드 하우스에서 살았다. 영국은 허드슨 로 총독에게 나폴레옹의 감시를 지시했다. 이를 “유배”라고 표현하나, 이는 영국 법원이 형사소송절차에 따라 진행한 재판이나 영국과 프랑스의 외교조약에 근거하지 않은 불법 구금이었으며, 허드슨 로는 나폴레옹에게 온갖 가혹행위를 자행했으며 심지어는 나폴레옹이 병으로 몸져눕자 나폴레옹의 주치의를 영국 본토에 강제로 내보냈다.

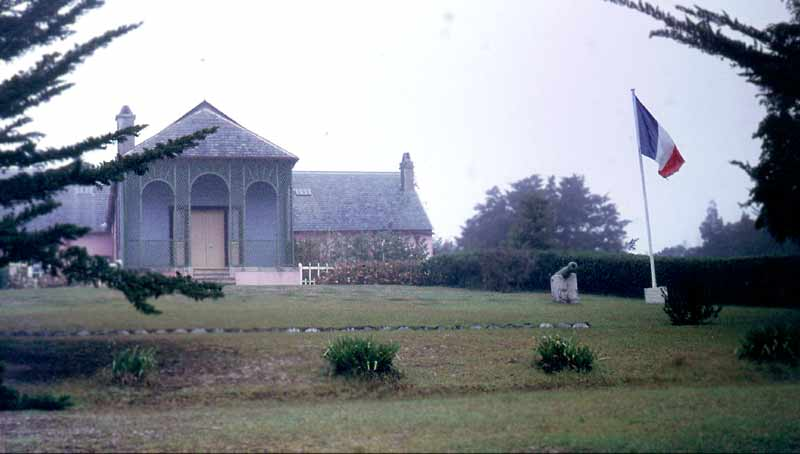
롱우드 하우스

나폴레옹이 유폐된 시기에 이 섬은 동인도 회사령으나, 영국 정부의 개입이 커진 상황이었다. 나폴레옹을 경계하여 섬에 부대가 주둔하였고, 해군 함선이 섬의 주변을 경계하였다. 또한 근처의 섬이었던 어센션섬과 트리스탄다쿠냐 제도에도 영국군이 파견되었다.
1817년의 인구조사에 따르면, 섬에는 821명의 백인 주민들이 있었고, 820명의 군인과 618명의 중국인 이주노동자, 500명의 흑인 자유민, 1540명의 노예가 있었던 것으로 기록되어 있다. 나폴레옹의 사후 수 천명의 주민들은 섬을 떠났고, 동인도회사가 섬의 통치를 계속하였다. 나폴레옹이 유배 중에, 섬에서 나는 커피를 호평한 적이 있었는데 이후 파리에서는 세인트 헬레나산 커피의 명성이 높아졌다.

### 왕령 식민지
1833년에 공포된 ‘인도법’에 따라 세인트 헬레나는 1834년 4월 22일 왕령 직할섬이 되었다. 1870년대 중반까지, 대서양과 인도양을 연결하는 항해의 요충지로 번성하였으나 수에즈 운하(1869년)가 개통하면서 교통량이 격감하게 된다. 제2차 보어 전쟁 시기인 1899년과 1902년 사이에는 수 천명의 보어인 포로 수용소로 사용하였다.

## 경제
대부분 농업에 의존하지만 일부 관광자원에도 의존하는 편이다. 특히 나폴레옹의 유배지라는 이유로 관광지로서 유명해져있다. 현재 경제 상황이 나쁘기 때문에 영국 정부의 지원에 의존한다. 나폴레옹이 말년에 유폐되었고 나폴레옹이 이 곳에서 사망했다는 이유로 관광객이 많이 찾는다. 골프장이 잘 되어 있고 낚시 스포츠로도 이름이 나 있어 찾는 사람이 많다. 또한 세계에서 가장 비싼 커피를 생산하는 곳으로 유명하다.
세인트헬레나 파운드가 지역 화폐로 사용되며 파운드 스텔링과 등가라고 볼 수 있다. 정부에서 화폐와 동전을 개별적으로 발행한다. 최초의 동전은 1821년 동인도 회사에 의해 발행되었으며 여전히 몇몇 수집가들이 이 동전을 갖고 있다고 한다.

## 지리

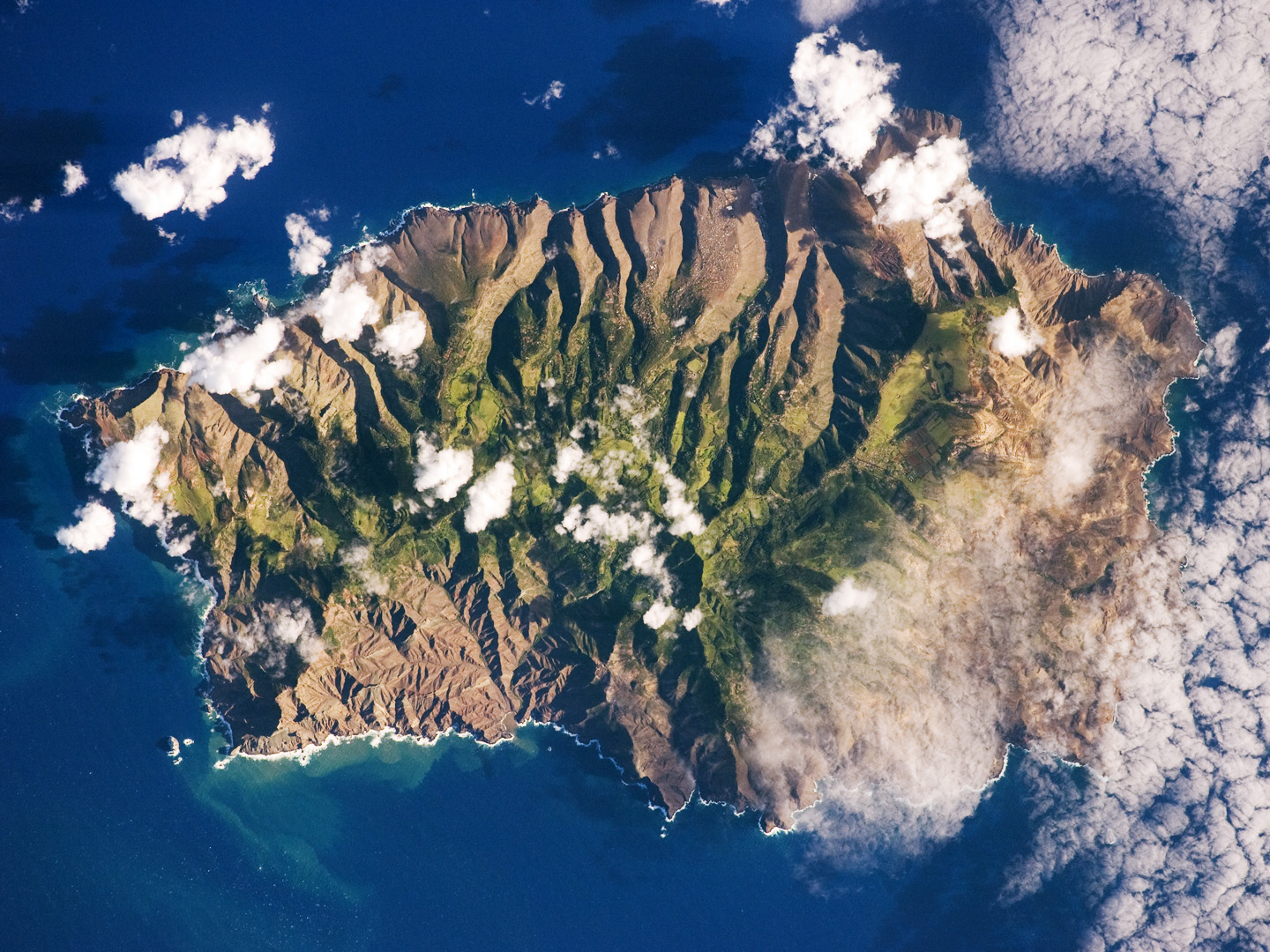
세인트 헬레나 섬 위성사진. 위쪽이 북서쪽이다.

아프리카 대륙 서안에서 2,800km 떨어져 있다. 수에즈 운하가 완성되기 이전까지 인도양으로 향하는 항로의 요충지였다. 세인트헬레나 섬은 화산섬으로, 다이애나 산(820m)이 최고봉이다. 섬의 주위에는 절벽이 많이 형성되어 있다. 또한 섬 대부분이 화산암으로 구성되어 있다. 여러 암좌와 바위섬이 해안가에 나타나기도 한다. 20여 개 이상의 암초와 작은 섬이 있으며 거의 해안에서 1km이내에 있다. 중심부에는 숲이 우거져 있으며 새천년 수풀가꾸기 프로젝트(Millennium Forest Project)로 조성된 것도 많다. 고지보다 2~3도 온도가 낮으며 이 지역에 타지역보다 비가 많이 온다. 본래 열대 기후이지만 전체 섬에 특이 동, 식물군이 분포한다. 해안 지방은 토양이 척박하고 중심부에 비하면 건조하고 따뜻한 편이다.

### 기후
해안성 기후인건 보통 섬과 다름이 없으나, 비바람과 폭풍이 늘 몰아치는 고온다습한 기후이다.

## 생태
한때 전 세계에서 오직 이 섬에서만 서식하는 세인트헬레나 헤라클레스 집게벌레가 서식했다. 세인트헬레나 집게벌레는 세계 최대의 집게벌레로 몸길이는 대략 80mm 정도이다.
많은 생태학자들이 이 세인트헬레나 헤라클레스 집게벌레를 수집해서 보존하려고 많은 노력을 기울였지만 1967년 이후로 살아있는 상태로 발견된 개체는 없으며,
결국 세인트헬레나 집게벌레는 2014년 8월 22일 IUCN 적색 목록 3.1 버전에서 절멸(Extinct)로 간주되었다.